# Stare Wnory
Stare Wnory – wieś w Polsce położona w województwie podlaskim, w powiecie wysokomazowieckim, w gminie Kobylin-Borzymy.
Przez miejscowość przepływa rzeka Rokietnica.
Część wsi położona po północnej stronie rzeki Rokietnica nazywana jest Waniewkiem, co znajduje odzwierciedlenie na mapach, a także w aktach prawa miejscowego.
Na terenie wsi funkcjonują dwa sołectwa: Stare Wnory i Stare Wnory Kolonia.

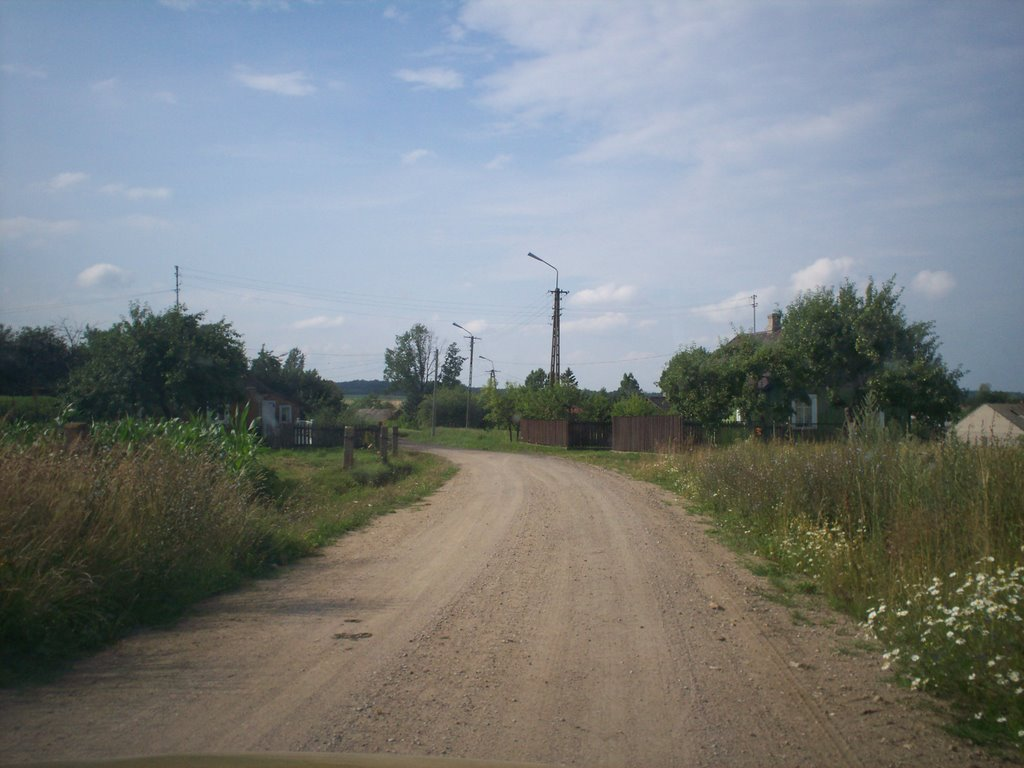
Waniewek – część wsi Stare Wnory (lipiec 2008)

## Historia

### Historia wsi
Wieś założona na początku XV w. przez Wnora, przybysza ze wsi Kłoski w łęczyckiem. Wzmiankowana w 1456 r. Zasiedlona przez drobną szlachtę herbu Rola.
Słownik geograficzny Królestwa Polskiego i innych krajów słowiańskich podaje, że w roku 1827 we Wnorach-Starych należących do parafii Kobylin, gmina Piszczaty w 32 domach żyło 188. mieszkańców.
W roku 1921 było tu 50 budynków z przeznaczeniem mieszkalnym oraz 318. mieszkańców (159. mężczyzn i 159 kobiet). Wszyscy podali narodowość polską i wyznanie rzymskokatolickie.
W latach 1975–1998 miejscowość administracyjnie należała do województwa łomżyńskiego.
We wsi istniały: sklep spożywczo-przemysłowy, filia biblioteczna oraz zlewnia mleka.

### Historia kościoła w Starych Wnorach
Miejscowość jest siedzibą parafii rzymskokatolickiej Matki Boskiej Szkaplerznej, należącej do metropolii białostockiej, diecezji łomżyńskiej, dekanatu Kobylin. W pobliżu znajduje się cmentarz parafialny.
- kościół drewniany, salowy wzniesiono w latach 1957-1958,
- w ołtarzu głównym wykorzystano elementy barokowe z manierystyczną dekoracją snycerską pochodzące z kościoła w Kobylinie,
- dzwon barokowy z 1718 r. pochodzi również z Kobylina,
- parafia pod wezwaniem Matki Boskiej Szkaplerznej erygowana w roku 1974[12],
- dzwonnica murowana, wzniesiona w 2006 roku.

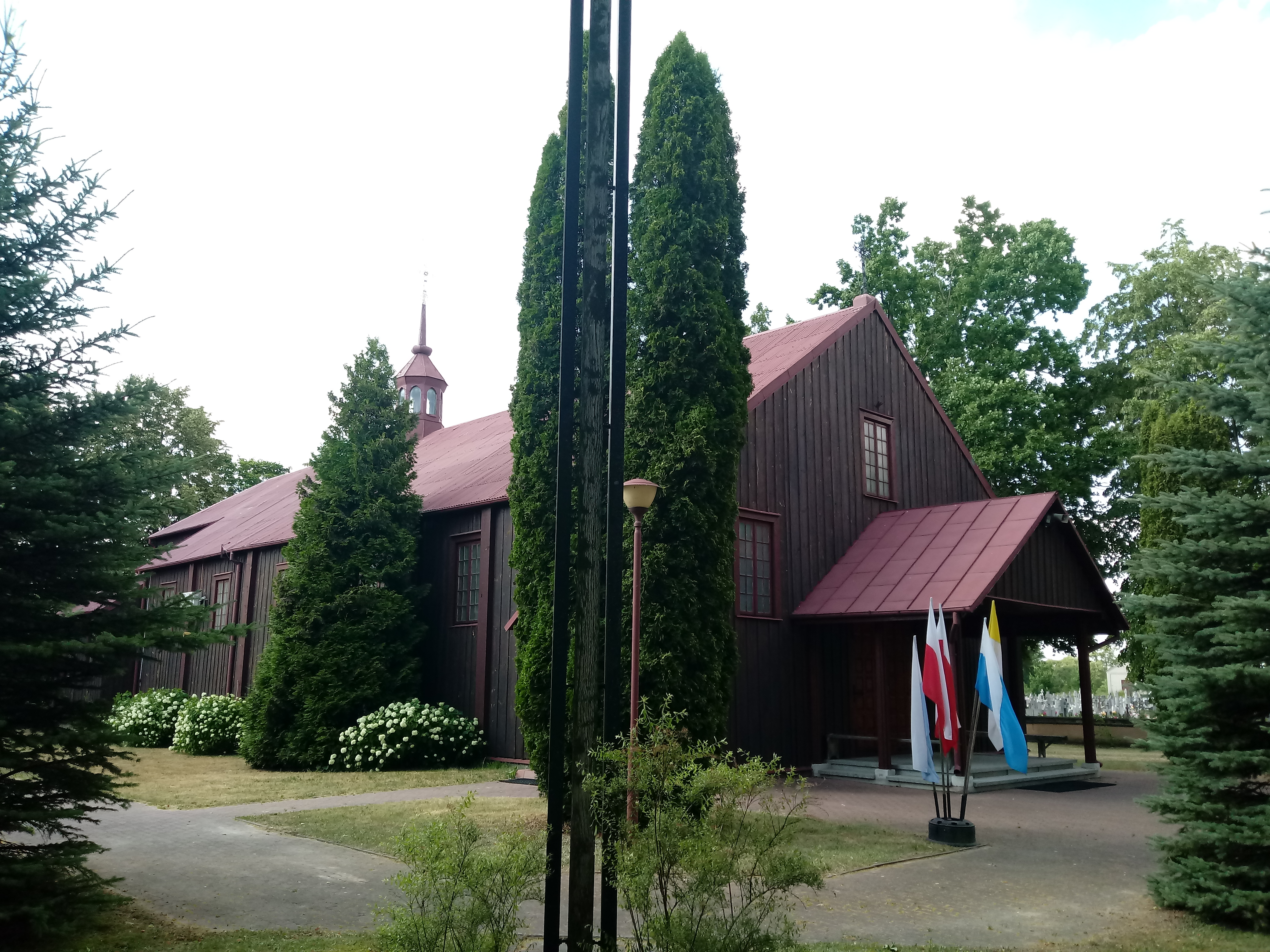
Kościół Matki Boskiej Szkaplerznej

## Urodzeni w Starych Wnorach
- Henryk Wnorowski – ekonomista, nauczyciel akademicki, poseł na Sejm VIII kadencji, członek Rady Polityki Pieniężnej w kadencji 2022–2028.

## Transport
Układ komunikacyjny wsi cechuje ją jako wielodrożnicę. Przez miejscowość przechodzą drogi powiatowe: 2007B Rutki – Stare Wnory, 2048B Wnory-Kużele – Wnory-Pażochy, 2052B (DK 66) Wysokie Mazowieckie – Kropiewnica skrz.(DW 671) oraz drogi gminne. We wsi zlokalizowany jest jeden przystanek autobusowy, z którego przewozy autobusowe realizuje PKS Nova (Oddział Zambrów).